# زیردریایی یو-۷۷۲
زیردریایی یو-۷۷۲ (به انگلیسی: German submarine U-772) یک زیردریایی بود که طول آن ۶۷٫۱ متر (۲۲۰ فوت ۲ اینچ) بود. این زیردریایی در سال ۱۹۴۳ ساخته شد.